# Ordine della compagnia di Maria Nostra Signora
L'Ordine della compagnia di Maria Nostra Signora (in latino Ordo societatis Mariae Dominae Nostrae) è un istituto religioso femminile di diritto pontificio: le suore di questa congregazione pospongono al loro nome la sigla O.D.N. (dal latino Ordo Dominae Nostrae).

## Storia

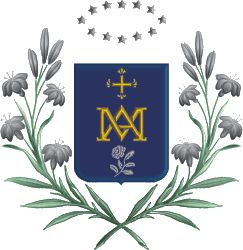
Lo stemma dell'istituto

La compagnia venne fondata da Giovanna di Lestonnac (1556-1640): nipote di Montaigne, nel 1595 rimase vedova di Gaston de Montferrand, barone di Landiras e, dietro suggerimento dei gesuiti François Raymond e Jean de Bordes, il 6 marzo 1606 presentò al cardinale François d'Escoubleau de Sourdis, arcivescovo di Bordeaux, il progetto di istituire un ordine femminile ispirato alla Compagnia di Gesù e finalizzato all'educazione delle fanciulle del popolo. L'arcivescovo, che già pensava di introdurre nella diocesi le orsoline, accolse entusiasticamente la proposta e il 25 marzo successivo approvò formalmente l'iniziativa che passò all'esame della Santa Sede.
Papa Paolo V, con breve Salvatoris et Domini del 7 aprile 1607, approvò l'erezione di un monastero, ma non consentì la creazione di un istituto centralizzato, cioè sottoposto all'autorità di una sola madre generale, e organizzato secondo una legislazione modellata su quella della Compagnia di Gesù; il cardinale de Sourdis fondò, allora, a Bordeaux un monastero intitolato alla Vergine Maria Nostra Signora, aggregato all'ordine benedettino, e il 1º maggio 1608 Giovanna di Lestonnac e le sue prime quattro compagne ricevettero l'abito religioso. Nel 1609 anche il re Enrico IV di Borbone approvò l'ordine, consentendo la diffusione dei monasteri della Compagnia di Maria Nostra Signora.
Le monache dell'ordine furono lungamente religiose di voti solenni, organizzate in case autonome, ma nel 1920 sessantatré dei novanta monasteri dell'ordine, con l'approvazione di papa Benedetto XV (decreto del 7 dicembre 1920), decisero di rinunciare ai voti solenni e alla clausura papale e di unirsi in una congregazione di suore di voti semplici; con breve Providentis Dei del 27 dicembre 1956, papa Pio XII unì alla congregazione gli ultimi monasteri, sanzionando l'unione definitiva dell'istituto.
La fondatrice, beatificata da papa Leone XIII nel 1900, è stata proclamata santa da Pio XII il 15 maggio 1949.

## Attività e diffusione
Le suore dell'Ordine si dedicano prevalentemente all'istruzione e all'educazione cristiana della gioventù.
Sono presenti in Africa (Camerun, Repubblica Democratica del Congo, Egitto, Kenya, Tanzania), nelle Americhe (Argentina, Bolivia, Brasile, Cile, Colombia, Cuba, Stati Uniti d'America, Messico, Nicaragua, Paraguay, Perù), in Asia (Filippine, Giappone, Libano) e in Europa (Albania, Belgio, Francia, Italia, Paesi Bassi, Regno Unito, Spagna); la sede generalizia è a Roma.
Al 31 dicembre 2005, la congregazione contava 1.771 religiose in 212 case.